# AKB48のテレビ出演一覧
AKB48のテレビ出演一覧（エーケービーフォーティーエイトのテレビしゅつえんいちらん）は、日本の女性アイドルグループ・AKB48のテレビへの出演（テレビCMを除く）の一覧記事である。
なお、メンバー個人のテレビ出演については各メンバーの記事を参照。

## テレビドラマ
- ですよねぇ。（2006年1月3日 - 3月23日、TBS） - 当時のチームAメンバー数人が不定期で所々に出演。
- 電車男DELUXE 最後の聖戦（2006年9月23日、フジテレビ） - 当時のメンバーが本人役、高橋みなみ・中西里菜が女子高生役（台詞あり）として出演。
- キャットストリート（2008年8月28日 - 10月2日、NHK総合） - 峯岸みなみ・小野恵令奈・大島優子[1]
- こちら葛飾区亀有公園前派出所 第6話（2009年9月12日、TBS） - 本人役：北原里英・小嶋陽菜・佐藤亜美菜・篠田麻里子・高橋み・中田ちさと・前田敦子・秋元才加・大島優・倉持明日香・佐藤夏希・松原夏海・宮澤佐江・柏木由紀・片山陽加
- マジすか学園シリーズ
  - マジすか学園（2010年1月9日 - 3月27日、テレビ東京） - 主演：前田敦、出演：AKB48（平嶋夏海・絹本桃子・藤本紗羅を除く当時のメンバー全員）+SKE48（松井珠理奈・松井玲奈・矢神久美）+SDN48（なちゅ）
  - マジすか学園2（2011年4月16日 - 7月2日、テレビ東京） - 主演：前田敦、出演：AKB48（12期研究生除く当時のメンバー全員）+SKE48（松井珠・松井玲・矢神・木本花音）+SDN48（佐藤由加理・なちゅ）
  - マジすか学園3（2012年7月14日 - 10月6日、テレビ東京） - 主演：島崎遥香、出演：北原・阿部マリア・市川美織・入山杏奈・岩田華怜・大場美奈・加藤玲奈・川栄李奈・島田晴香・高橋朱里・竹内美宥・田野優花・仲俣汐里・永尾まりや・中村麻里子・山内鈴蘭+SKE48（木﨑ゆりあ・松井珠・矢神・高柳明音・木本）+HKT48（村重杏奈）
  - マジすか学園4（2015年1月20日 - 3月31日、日本テレビ） - 主演：宮脇咲良・島崎[2]
  - マジすか学園5（2015年8月25日、日本テレビ） - 主演：島崎[注釈 1]
  - キャバすか学園（2016年10月30日 - 2017年1月15日、日本テレビ） - 主演：宮脇[4]
  - マジムリ学園（2018年7月26日 - 9月27日、日本テレビ） - 主演：小栗有以[5]
- ほんとにあった怖い話 夏の特別編2010 AKB48まるごと除霊スペシャル（2010年8月24日、フジテレビ）[6]
- 桜からの手紙 〜AKB48 それぞれの卒業物語〜（2011年2月26日 - 3月6日、日本テレビ）[7]
- 花ざかりの君たちへ〜イケメン☆パラダイス〜2011（2011年7月10日 - 9月18日、フジテレビ） - 主演：前田敦、出演：柏木・市川美・大場・永尾[8]
- 私立バカレア高校（2012年4月15日 - 7月1日、日本テレビ） - 主演：島崎、出演：北原・大場・島田・永尾・中村麻・小林茉里奈・光宗薫
- So long !（2013年2月12日 - 13日、日本テレビ）[9]
  - 第1夜（2月12日〈11日深夜〉）：篠田TeamA（主演：渡辺麻友、篠田）
  - 第2夜（2月12日）：大島TeamK（主演：大島優、松井珠）
  - 第3夜（2月13日）：梅田TeamB（主演：島崎、小嶋陽）
- WONDA×AKB48 ショートストーリー「フォーチュンクッキー」（2013年7月8日、フジテレビ） - 篠田・渡辺麻・大島優・柏木・小嶋陽・島崎[10]
- 女子高警察（2013年10月28日 - 2014年3月17日、フジテレビ） - 主演：てんとうむChu!、出演：峯岸[11]
- セーラーゾンビ（2014年4月19日 - 7月19日、テレビ東京） - 大和田南那・川栄・高橋朱（以上トリプル主演）・ミルクプラネット（岩田華怜・横山由依・渡辺麻）[12]
- 劇場霊からの招待状（2015年10月 - 12月、TBS・毎日放送） - 全10話。AKB48グループの11名が主演[13]。
- AKBホラーナイト アドレナリンの夜（2015年10月8日 - 2016年3月17日、テレビ朝日） - 全42話。放送直後より、毎週2話（テレビ版1話とネットオリジナル版1話）を「ビデオパス」[注釈 2]と「テレ朝動画」で配信[14]。
- AKBラブナイト 恋工場（2016年4月21日 - 9月29日、テレビ朝日） - 放送直後より、毎週2話（テレビ版1話とネットオリジナル版1話）を「ビデオパス」[注釈 2]と「テレ朝動画」で配信[15]。
- 豆腐プロレス（2017年1月22日 - 7月2日、テレビ朝日） - 主演：宮脇[16]
- MUSE9「きらめけ!VIVACIOUS DASH♡奮闘編」（2017年11月8日 - 2018年3月、チバテレ） - 吉川七瀬・髙橋彩音・佐藤栞・行天優莉奈[17]
- そこにあるBU.KI.MI season 2（2020年2月3日・3月2日、テレビ埼玉） - 岡部麟・清水麻璃亜・髙橋彩音・大西桃香[18][19]
- AKB48の歌（2022年5月21日 - 7月23日、ひかりTVチャンネル）- 全10話[20][21]
- ADオグリの事件簿〜草津温泉ミステリー〜（2022年6月26日、テレビ東京） - 主演：小栗、出演：山﨑空・山内瑞葵・佐藤美波・長友彩海・清水[22][23]
- ミッドナイトファイナルアプローチ（2024年3月20日、山梨放送） - 17期生[24]
- 星屑テレパス（2024年6月26日 - 8月28日、テレビ東京） - 主演：佐藤綺星[25]

## バラエティ・その他のテレビ番組
放送中のレギュラー番組
- AKB48グループ出張会議!（2019年1月30日 - 、フジテレビNEXT）[注釈 3]
- AKB48が町工場に突撃！お宅で一番のDXはなんですか？（2023年2月26日 - ＜不定期＞、テレビ東京）[注釈 4][27][28][29][30][31]
- AKB48のWOW!!! 〜THE WALK OF THE WORLD〜（2024年7月6日 - 、テレビ神奈川） - 18期生・19期研究生・20期研究生[注釈 5][32][33]
- AKB48、昔聞いた?（2025年1月12日 - 、山梨放送）[34]

放送が終了したレギュラー番組
NHK総合
- コロッケぱらだいす ごきげん歌謡笑劇団（2012年4月14日 - 2013年1月12日） - 回替わりで1名（主にoffice48、ホリプロ所属メンバー）

NHK教育 → NHK Eテレ
- からだであそぼ（2006年度 - 2007年度） - ほね組 from AKB48
- Shibuya Deep A（2007年2月9日 - 2013年9月27日） - 不定期出演（深夜生放送のため、18歳以上のメンバーが出演。SKE48、NMB48からも出演することもある）
- すイエんサー（2008年11月8日・2009年3月31日 - 2010年3月23日） - 大島麻衣+週替わりで3 - 4人
- Rの法則（2011年2月23日・3月30日 - 2017年3月）[注釈 6]
- スクール Live Show（2011年4月15日 - 2012年3月） - 不定期出演（office48所属メンバー、for TEENSのコーナー担当で1名出演。for KIDSと2つの番組を2週ずつ放送されたが、主にfor TEENSに出演）
- NHK高校講座 日本史（2014年4月18日[注釈 7] - 2015年3月） - 向井地美音・土保瑞希・込山榛香[注釈 8]
- 趣味どきっ!「最短マスター!日本のボードゲーム囲碁将棋」（2022年10月4日 - 11月22日） - 小田えりな、髙橋彩音、齋藤陽菜[37][38]

NHK BSプレミアム
- AKB48 SHOW!（2013年10月5日 - 2019年3月24日）[39][40]
  - AKB48 SHOW! Remix（2017年4月29日 - 2018年4月1日）[41]
  - AKB48 SHOW! REMIX（2018年4月29日 - 2019年2月10日） - 全10回[42]

日本テレビ（系列局制作も含む）
- AKB1じ59ふん!（2008年1月25日 - 3月28日） - 初の地上波レギュラー番組
- AKB0じ59ふん!（2008年4月8日 - 9月30日）
- AKBINGO!（2008年10月2日 - 2019年9月25日）
- なるほど!ハイスクール → なるほどHS（2010年5月30日[43]・10月9日[44]・2011年4月21日 - 2012年3月8日）[45][46]
- AKB600sec.（2010年7月6日 - 7月30日）
- AKBと××!（2010年7月14日 - 2016年3月23日、読売テレビ） - AKB48グループメンバー
- 密室謎解きバラエティー　脱出ゲームDERO! - 準レギュラー
- 宝探しアドベンチャー　謎解きバトルTORE! - 準レギュラー
- ガチガセ（2012年4月20日 - 2013年2月8日）[47]
- HaKaTa百貨店（2012年10月8日 - 2013年1月14日） - HKT48がレギュラー出演で、AKB48からは週替わりで1名がゲスト出演[48]。
- HaKaTa百貨店 2号館（2013年1月27日 - 3月31日） - HKT48がレギュラー出演で、AKB48グループからは週替わりで1名がゲスト出演。
- サタデーナイトチャイルドマシーン（2013年4月14日 - 6月30日） - AKB48チームB[49]
- AKB48 旅少女（2015年4月5日 - 6月28日） - AKB48グループメンバー[50]
- AKB48の今夜はお泊まりッ（2015年10月6日 - 12月22日） - AKB48グループメンバー[51]
- AKB チーム8のブンブン!エイト大放送（2017年1月28日 - 4月1日） - チーム8[52]
- AKBINGO!NEO（2021年3月30日 - 12月30日、BS日テレ） - ゲームアプリ「AKB48のどっぽーん!ひとりじめ!」コラボ企画の上位メンバー[53][54][55]
- AKB48 サヨナラ毛利さん（2022年4月8日 - 2023年3月24日）[56]
- OUT OF 48（2023年4月21日 - 2024年3月29日）[57]
- AKB48、久しぶりの二度目旅（2024年8月4日 - 12月29日、山梨放送）[58]

TBS（系列局制作も含む）
- 突撃!AKB48レポート（2010年2月5日 - 2月26日、毎日放送）
- 有吉AKB共和国（2010年3月30日 - 2012年9月19日・11月13日 - 2016年3月29日）[注釈 9] - 小嶋陽+AKB48グループメンバー・研究生[59]
- G.I.ゴロー（2010年4月19日 - 9月20日） - メンバーから2人がメイドとして参加。
- 世紀のワイドショー!ザ・今夜はヒストリー「AKB48のただいま歴史勉強中」（2011年4月18日 - 8月） - 不定期出演（1名）
- 火曜曲!（2012年4月24日 - 2013年9月3日）[60][61]
- UTAGE!（2014年4月21日 - 2015年9月28日） - 渡辺麻（アシスタント）+小笠原茉由・柏木・峯岸・山本彩（NMB48）・指原莉乃（HKT48）ほか（UTAGEアーティスト、不定期）
- 東京EXTRA（2015年10月19日 - 2016年6月27日） - 平田梨奈・野澤玲奈[62][63]

フジテレビ（系列局制作も含む）
- 爆笑 大日本アカン警察（2011年4月24日 - 2013年9月8日） - 週替わりで3名ほど（SKE48、NMB48、乃木坂46の代理出演あり）
- AKB自動車部（2012年4月29日 - 9月30日） - AKB自動車部所属メンバー（AKB48メンバー19名、SKE48メンバー2名、NMB48メンバー1名）+卒業生（前田敦）ほか[64]
- AKB映像センター（2013年4月22日 - 9月30日） - HKT48（指原）+AKB48グループメンバー[65]
- 恋愛総選挙（2014年4月3日 - 9月25日） - HKT48（指原）+AKB48グループメンバー[66]
- ミライ☆モンスター（2014年4月6日 - 2025年3月30日） - MC：高橋みなみ[注釈 10][67]・高橋朱[注釈 11][68]・横山由衣[注釈 12][69]・矢作萌夏[注釈 13][70]・岡部麟[注釈 14][71]・岡田奈々[注釈 15][72]・小栗有以[注釈 16][73]、ナビゲーター：チーム8メンバー[注釈 17]
- AKB48の牛舌GIRLS（2014年4月6日 - 9月28日、仙台放送） - 岩田・森川彩香・名取稚菜・小嶋菜月・伊豆田莉奈・前田亜美・松井咲子+SKE48（佐藤すみれ）[75]
- AKBでアルバイト（2014年7月2日 - 12月24日）[76]
- ※AKB調べ（2014年10月16日 - 2015年3月26日） - HKT48（指原）+AKB48グループメンバー[77]
- 僕らが考える夜（2015年4月16日 - 9月17日） - HKT48（指原）+AKB48グループメンバー[78]
- 指原カイワイズ（2015年10月15日 - 2016年9月15日） - HKT48（指原）+AKB48グループメンバー[79]
- さしこく〜サシで告白する勇気をあなたに〜（2016年10月13日 - 2017年3月16日） - HKT48（指原）+AKB48グループメンバー[80]
- 畑でMarry Me!（2018年4月7日 - 12月27日）[81]

テレビ朝日
- 三竹占い（2006年4月 - 9月） - 「しがらみコーナー」で告知を担当。
- 三竹天狗（2006年10月 - 2007年3月） - 「秋元大天狗からの刺客」としてメンバーから3名が出演。
- AKB48チーム8のあんた、ロケロケ!（2016年12月9日 - 2022年3月、テレ朝チャンネル1） - チーム8[82][注釈 18]

テレビ東京
- ファイテンション☆デパート（2007年1月 - 3月） - 篠田・峯岸
- 週刊AKB（2009年7月10日 - 2012年11月30日）
- 週刊AKB増刊号[注釈 19]（2009年9月27日 - 10月25日） - 週刊AKBの総集編を放送（週刊AKBの再放送）
- AKB48のぐぐたす民（2012年3月2日 - 30日）[84]
- AKB子兎道場（2012年12月7日 - 2014年3月28日）[85]
- 乃木坂に、越されました〜AKB48、色々あってテレ東からの大逆襲!〜（2021年7月7日 - 9月29日[注釈 20]）[88]
- AKB48、最近聞いた?〜一緒になんかやってみませんか?〜（2022年1月19日 - 6月29日）[87]
- AKB48、最近聞いたかも?〜一緒になんかやってみませんか?〜（2022年7月13日 - 9月28日）[89]
- AKB48、最近聞いたよね…〜一緒になんかやってみませんか?〜（2022年10月5日 - 2024年3月27日）[90]
- AKB48、最近聞いた!〜一緒にKYOUSOUしませんか?〜（2024年4月3日 - 6月26日）[91]

独立局
- 熱血BO-SO TV（2010年4月3日 - 2011年6月18日、チバテレ） - 主にoffice48所属メンバー・千葉県ゆかりのメンバー
- ワケありバンジー（2010年 - 2011年〈局により異なるが半年間〉、東名阪ネット6他共同制作）
- どうする?東京（2015年4月25日 - 2016年3月26日、TOKYO MX） - 「TOKYOジャーニー」コーナーレギュラー
- AKB48のナイショ哲学[注釈 21]（2021年3月1日 - 11月1日、チバテレ）
- AKB48チーム8のKANTO白書 バッチこーい!（2017年10月8日 - 2022年12月18日、チバテレ） - チーム8関東エリア代表メンバー[92]
- AKB48調査隊!（2023年10月15日・11月19日・12月24日・2024年1月28日、TOKYO MX）[93]
- テレ玉くんのうた AKB48チーム8と踊ろう（2017年6月4日 - 2023年4月、テレ玉） - 髙橋彩音・吉川・小田えりな[94]

CS
- AKB48 〜48minutes〜（2007年1月 - 4月、MUSIC ON! TV） - 特番の放送枠を獲得するため、4名のメンバー（週替わり）が出されるお題にチャレンジ。4月に60分枠の特番を放送。
- AKB48+10!（2007年10月 - 2009年9月、エンタ!371） - 主にチームBが出演。
- AKB48 ネ申テレビ（2008年7月14日 - 2025年3月20日、ファミリー劇場）
  - AKB48 ネ申テレビSPシリーズ
- AKB1/48（2009年11月18日 - 2010年6月、エンタ!371）
- AKB-級グルメスタジアムシリーズ（スカチャン・食と旅のフーディーズTV）
  - AKB-級グルメスタジアム（2010年6月27日 - 8月15日）[95]
  - AKB-級グルメスタジアム Season2（2010年12月5日 - 2011年2月13日、スカチャンのみ）
- PigooRadio〜Mousa（2011年4月18日 - 2013年1月21日、アイドル専門チャンネルPigoo） - 中田・仲谷明香・田名部生来・内田眞由美
- Mousa四姉妹（2013年2月16日 - 4月16日、アイドル専門チャンネルPigoo） - 中田・仲谷・田名部・内田
- AKB観光大使（2013年5月23日 - 2017年3月23日、フジテレビONE）[96][97]
- AKB48チーム8のKANSAI白書 こっそりナンバーワン宣言やで!（2017年3月6日 - 2019年11月25日、Kawaiian TV） - チーム8関西エリア代表メンバー[98]
- PRODUCE 48（2018年6月15日 - 8月31日、Mnet / BSスカパー![注釈 22]） - 後藤萌咲・永野芹佳・中野郁海・中西智代梨・茂木忍・武藤十夢・宮崎美穂・佐藤美波・篠崎彩奈・下尾みう・浅井七海・小田・岩立沙穂・市川愛美・千葉恵里・小嶋真子・高橋朱・竹内美宥・本田仁美[100][101]
- CATCH YOUR DREAM〜Study inJAPAN JKT48ステフィ&BNK48モバイルの30日留学（2019年1月21日 - 3月、BSスカパー!） - チーム8[102]
- AKB48 踊る女子旅（2021年1月28日 - 3月24日、ダンスチャンネル） - 浅井・下尾・千葉[103]
- AKB48 踊る女子旅2（2021年12月23日 - 2022年2月24日、ダンスチャンネル） - 下尾・安田叶・小林蘭[104]

ひかりTV
- AKB48コント「びみょ〜」（2011年9月29日 - 2012年2月23日）[105] - AKB48全メンバー（研究生も含む）・SKE48（小野晴香・桑原みずき・木﨑・松井珠・松井玲・矢神・高柳・金子栞・木本・原望奈美）
- びみょ〜な扉 AKB48のガチチャレ（2012年6月29日 - 2013年3月22日）[106]
- AKB48コント「何もそこまで…」（2013年7月26日 - 2014年3月21日）[107]

NOTTV
- AKB48のあんた、誰?（2012年4月2日 - 2016年6月30日） - 日替わりで4名[108][109]
- AKB48グループ ドラフト生がやってみた（2014年1月23日 - 4月4日） - 各グループ（チーム）のドラフト1期生（各チーム2回完結）
- あん誰Presents AKB48 チーム8のあんた、ロケ!（2015年8月4日 - 2016年6月21日） - チーム8[110]

日本国外
- BNK48 SENPAI（2017年3月1日 - 29日、チャンネル3 SD） - チーム8（小栗・吉田華恋・寺田美咲・倉野尾成美・下青木香鈴）[111]

### 特別番組
NHK
- AKB48ライブ@YYG
  - 本放送（2010年8月18日、NHK BS2） - 同年7月10日、11日に代々木第一体育館で行われた『AKB48 コンサート「サプライズはありません」』の密着特集
  - 再放送（2010年10月9日、NHK BS2） - 本放送内容にAKB48 19thシングル選抜じゃんけん大会と9月27日チームK 6th Stage「RESET」公演での小野恵令奈最終公演シーンを追加[112]
- MUSIC JAPAN Presents AKB48リクエストSPECIAL（2010年11月8日、NHK総合）[注釈 23]
- MUSIC JAPAN Presents AKB48リクエスト・スペシャル 2011〜神曲祭〜（2011年11月15日、NHK総合）[注釈 24]
- AKB48ライブ@SBD
  - 本放送（2011年11月19日、NHK BSプレミアム） - 同年7月22日から24日に西武ドームで行われた『AKB48 よっしゃぁ〜行くぞぉ〜! in 西武ドーム』の密着特集[注釈 25]
  - 再編集版（2012年4月8日、NHK BSプレミアム）[注釈 26]
- 音楽熱帯夜「AKB48 前田敦子卒業公演」（2012年9月8日、NHK BSプレミアム）
- MUSIC JAPAN presents 前田敦子スペシャル（2012年9月16日、NHK総合）
- スーパープレミアム AKB48FES 2016（2016年10月22日、NHK BSプレミアム） - AKB48・SKE48・NMB48・HKT48・NGT48[114]
- Nコン×AKB48〜合唱に胸キュン!〜（2017年5月5日、NHK総合）[115]

日本テレビ（系列局制作も含む）
- 24時間テレビ 「愛は地球を救う」
  - 24時間テレビ33 「愛は地球を救う」『ありがとう〜今、あの人に伝えたい〜』（2010年8月28日・29日） - 番組パーソナリティー
  - 24時間テレビ36 「愛は地球を救う」『ニッポンって･･･? 〜この国のかたち〜』（2013年8月25日）[116]
  - 24時間テレビ40 「愛は地球を救う」『告白 〜勇気を出して伝えよう〜』（2017年8月27日）[117]
  - 24時間テレビ43 「愛は地球を救う」『動く』（2020年8月23日）[118]
  - 24時間テレビ44 「愛は地球を救う」『想い〜世界はきっと変わる。』（2021年8月22日） - 「ぐるり音頭」[119]
  - 24時間テレビ45 「愛は地球を救う」『会いたい!』（2022年8月28日）[120]
- あけましてAKB! 2011年もガチでいきます 生で晴れ着で全員集合 大新年会スペシャル（2011年1月1日）
- AKB48 vs 芸能人ファミリー48 vs おネエ48 気になるアノ人たちの裏側（秘）生態調査SP（2013年1月3日）[121]
- ここが変だよ!AKB48 噂の真相全て答えますSP!（2013年2月15日）[122]
- AKB48 Team8が行くみちのくグルメ探検隊（2015年2月7日、山形放送[注釈 27]） - チーム8（横山結衣・谷川聖・佐藤七海・早坂つむぎ・佐藤朱・舞木香純）
- ロッチ&AKB48 Team8のかがやき修学旅行（2015年3月21日、テレビ信州・テレビ新潟・北日本放送・テレビ金沢） - チーム8（近藤萌恵里・佐藤栞・橋本・北）
- これからも夢中にさせちゃうぞ！AKB48超卒業記念祭 ゆきりん、はじめて修学旅行してみました。（2024年3月17日・24日・31日、福岡放送） - 柏木・大盛真歩・倉野尾・向井地・村山彩希[123]

フジテレビ（系列局制作も含む）
- FNS27時間テレビ
  - FNS27時間テレビ 笑っていいとも! 真夏の超団結特大号!! 徹夜でがんばっちゃってもいいかな?（2012年7月21日・22日） - 指原 たった1人の残念ライブ
  - FNS27時間テレビ 女子力全開2013 乙女の笑顔が明日をつくる!!（2013年8月3日・4日） - めちゃ2イケてるッ! 生爆烈お父さん オヤジも全力スペシャル!!
  - 武器はテレビ。SMAP×FNS 27時間テレビ（2014年7月26日・27日） - スペシャルドラマ「俺たちに明日はある」
  - FNS27時間テレビ めちゃ2ピンチってるッ! 1億2500万人の本気になれなきゃテレビじゃないじゃ〜ん!!（2015年7月25日・26日） - テレビのピンチをチャンスに変えるライブ
  - FNS27時間テレビフェスティバル!（2016年7月23日・24日） - AKBの中心で愛を叫ぶ〜告れメッセージフェス[124]
  - FNS27時間TV 鬼笑い祭（2023年7月23日） - FNS鬼レンチャン歌謡祭[125]
- THE ROLLING STONES ROCKガリ勉塾（2014年2月22日） - 入山・梅田彩・柏木・小嶋陽・島崎・高橋み・峯岸・渡辺麻[126]
- FNS 正月だよ!オールハワイナイトフジ2015 ハワイにいる芸能人大集合!お年玉つき生放送SP（2015年1月1日） - 高橋み・渡辺麻+SKE48（松井珠）+NMB48（山本彩）+HKT48（指原）
- SMAP×SMAP スター大運動会（2015年3月30日、関西テレビ・フジテレビ） - 高橋み・渡辺麻・島崎・川栄[127]

テレビ朝日
- 真夏のプレミアム音楽祭〜魅惑のコラボレーション〜（2014年8月16日） - 柏木・川栄・小嶋陽・島崎・高橋み・峯岸・横山由・渡辺麻+SKE48（柴田阿弥・須田亜香里・松井珠・松井玲）+NMB48（山本彩・渡辺美優紀）+HKT48（指原・宮脇）+乃木坂46（生駒里奈）
- AKB48 Team 8 テレビ朝日・六本木ヒルズ夏祭り SUMMER STATION 音楽LIVE 2016 & LoGiRL総集編SP（2016年10月16日、テレ朝チャンネル1） - チーム8[128]
- STU48のおもてなしせとうち〜STUエイトちゃんでGO！〜（2020年9月26日、テレ朝チャンネル1） - チーム8（坂口渚沙・小栗・下尾）[129]

テレビ東京（系列局制作も含む）
- 爆走 グアム島の決戦！〜AKBvsアイドルアスリート軍団 ガチンコバトル！〜（2011年11月6日） - 宮崎・仁藤[130]
- AKB48！妄想まんが部（2021年8月14日） - 田北香世子・佐藤美波・武藤小麟[131][132]
- 世界！灯り発見〜銀座・小岩…【真夜中にポツンとある灯り12連発】（2022年1月16日） - AKB48[133]
- AKB48の金目のモノ、いただけませんか？（2022年7月16日、テレビ愛知） - 小栗・倉野尾・谷口めぐ・大盛[134]
- AKB48の一泊追加！となり旅〜日本で最も美しい村へ〜（2022年8月13日） - 坂口・小栗・倉野尾[135]
- ＃都会じゃできない10のコト〜山と海で叶える楽園体験〜（2022年9月11日） - 村山・茂木・長友[136]
- AKB48が行く! 謎の独立行政法人（2022年10月2日） - 大盛・小栗・田口愛佳[137]
- ワタシを虜にさせた店 現役アイドルがおもてなしされた激うまグルメ＆(秘)エピソード（2022年11月27日） - 向井地・中西智・長友・黒須遥香・本村碧唯（HKT48）[138]
- 人混みが苦手です。〜地元民、なりきり旅！〜（2022年12月27日、テレビ大阪） - 大盛・小栗・田口・徳永羚海[139]
- 休日は旅に出よう「粋な出会いとふれあいの仙台」（2023年10月1日） - 長友・鈴木く・吉橋柚花・佐藤綺[140]

独立局
- 日光×会津×上州 歴史街道に想いをのせて（2018年3月24日、とちぎテレビ） - チーム8（本田仁・清水・舞木）
- ジャングルポケット×AKB48チーム8 じゃらん遊び・体験予約 関東イチゴ狩り調査隊（2020年3月21日、チバテレ） - チーム8（清水・吉川・小田）[141]
- AKB48チーム8のパラスポーツ応援隊!!（2021年3月31日、チバテレ） - チーム8（清水・吉川）[142]
- ご褒美グルメいただきます!〜AKB48のキャパい飯〜（2021年12月17日、TOKYO MX）[143]

その他
- AKB48 Team8が行く!今が旬 北陸絶品AKB丼を作ろう（2015年2月、富山テレビ・北陸放送・福井放送） - チーム8（橋本陽・北玲名・長久玲奈）
- Rumorを検証！裏取りAKB（2021年9月26日、スペースシャワーTVプラス）[144]

## 音楽特番
NHK
- NHK紅白歌合戦（NHK総合・ラジオ第1）

| 年度/放送回               | 回 | 曲目                                           | 出演順 |
| ------------------------- | -- | ---------------------------------------------- | ------ |
| 2007年（平成19年）/第58回 | 初 | 日本が誇る最先端! スペシャルメドレー           | 17/54  |
| 2009年（平成21年）/第60回 | 2  | RIVERサプライズ!紅白Remix                      | 03/50  |
| 2010年（平成22年）/第61回 | 3  | 紅白2010 AKB48神曲SP                           | 03/44  |
| 2011年（平成23年）/第62回 | 4  | 紅白2011 AKB48スペシャルMIX〜がんばろう日本!〜 | 05/50  |
| 2012年（平成24年）/第63回 | 5  | AKB48 紅白 2012 SP 〜第2章〜                   | 28/50  |
| 2013年（平成25年）/第64回 | 6  | 紅白2013SP〜AKB48フェスティバル〜              | 41/49  |
| 2014年（平成26年）/第65回 | 7  | 心のプラカード                                 | 44/49  |
| 2015年（平成27年）/第66回 | 8  | AKB48 紅白2015 SP 〜10周年記念メドレー〜       | 33/51  |
| 2016年（平成28年）/第67回 | 9  | 夢の紅白選抜SPメドレー                         | 31/46  |
| 2017年（平成29年）/第68回 | 10 | 視聴者が選んだ夢の紅白SPメドレー               | 36/45  |
| 2018年（平成30年）/第69回 | 11 | 恋するフォーチュンクッキー                     | 23/49  |
| 2019年（令和元年）/第70回 | 12 | 恋するフォーチュンクッキー〜紅白世界選抜SP〜   | 11/42  |

- 震災から○年 "明日へ"コンサート（NHK総合・BSプレミアム）
  - 震災から1年 "明日へ"コンサート（2012年3月10日）
  - 震災から2年 "明日へ"コンサート（2013年3月9日）
  - 震災から3年 "明日へ"コンサート（2014年3月10日）
  - 震災から4年 "明日へ"コンサート（2015年3月9日）
- 第4回明石家紅白!（2018年4月30日、NHK総合）[155]
- ガールズ・グループの祭典 RAGAZZE！〜少女たちよ！〜（2020年3月28日、NHK総合）[156][157]

日本テレビ（系列局制作も含む）
- ベストヒット歌謡祭（読売テレビ）
  - ベストヒット歌謡祭2010（2010年11月25日）
  - ベストヒット歌謡祭2011（2011年11月24日）
  - ベストヒット歌謡祭2012（2012年11月22日）
  - ベストヒット歌謡祭2013（2013年11月21日）
  - ベストヒット歌謡祭2014（2014年11月20日）
  - ベストヒット歌謡祭2015（2015年11月19日）
  - ベストヒット歌謡祭2016（2016年11月17日）[158]
  - ベストヒット歌謡祭2017（2017年11月15日）[159]
  - ベストヒット歌謡祭2018（2018年11月15日）[160]
  - ベストヒット歌謡祭2019（2019年11月13日）[161]
  - ベストヒット歌謡祭2021（2021年11月11日）[162]
- 日テレ系音楽の祭典 ベストアーティスト
  - 日テレ系音楽の祭典 ベストアーティスト2010（2010年12月15日）
  - 日テレ系音楽の祭典 ベストアーティスト2011（2011年11月30日）
  - 日テレ系音楽の祭典 ベストアーティスト2012（2012年11月28日）
  - 日テレ系音楽の祭典 ベストアーティスト2013（2013年11月27日）
  - 日テレ系音楽の祭典 ベストアーティスト2014（2014年11月26日）
  - 日テレ系音楽の祭典 ベストアーティスト2015（2015年11月24日）
  - 日テレ系音楽の祭典 ベストアーティスト2016（2016年11月29日）[163]
  - 日テレ系音楽の祭典 ベストアーティスト2017（2017年11月28日）[164]
  - 日テレ系音楽の祭典 ベストアーティスト2018（2018年11月28日）[165]
  - 日テレ系音楽の祭典 ベストアーティスト2019（2019年11月27日）[166]
  - 日テレ系音楽の祭典 ベストアーティスト2020（2020年11月25日）[167]
  - 日テレ系音楽の祭典 ベストアーティスト2021（2021年11月17日）[168]
  - 日テレ系音楽の祭典 ベストアーティスト2022（2022年12月3日）[169]
- 日テレ系音楽の祭典 音楽のちから2012（2012年3月7日）
- THE MUSIC DAY
  - THE MUSIC DAY 音楽のちから（2013年7月6日）
  - THE MUSIC DAY 音楽のちから（2014年7月12日）
  - THE MUSIC DAY 音楽は太陽だ。（2015年7月4日）
  - THE MUSIC DAY 夏のはじまり。（2016年7月2日）
  - THE MUSIC DAY 願いが叶う夏（2017年7月1日）[170]
  - THE MUSIC DAY 2018 伝えたい歌（2018年7月7日）[171]
  - THE MUSIC DAY 2019 時代（2019年7月6日）[172]
  - THE MUSIC DAY 2020 人はなぜ歌うのか?（2020年9月12日）[173][174]
  - THE MUSIC DAY 2021 音楽は止まらない（2021年7月3日）[175][176]
  - THE MUSIC DAY 2022 世代をつなぐ名曲（2022年7月2日）[177]
  - THE MUSIC DAY 2023 あなたを変えた音（2023年7月1日）[178]
  - THE MUSIC DAY 2024（2024年7月6日）[179]
- AKB48のハロウィン・ナイトスペシャル！（2015年12月3日、CS日テレプラス）[180]
- 日テレ系音楽の祭典 Premium Music（日本テレビ）
  - 日テレ系音楽の祭典 Premium Music 2021（2021年3月24日）[181]
  - 日テレ系音楽の祭典 Premium Music 2023（2023年3月22日）[182]
- AKB48のアニソンカラオケ大音楽祭（2021年10月31日、CS日テレプラス）[183]
- AKB48 チーム対抗カラオケ大音楽祭2021（2021年12月26日、CS日テレプラス）[184]

TBS
- 日本レコード大賞（TBSテレビ・ラジオ）
  - 第51回 輝く!日本レコード大賞（2009年12月30日）
  - 第52回 輝く!日本レコード大賞（2010年12月30日）
  - 第53回 輝く!日本レコード大賞（2011年12月30日）
  - 第54回 輝く!日本レコード大賞（2012年12月30日）
  - 第55回 輝く!日本レコード大賞（2013年12月30日）
  - 第56回 輝く!日本レコード大賞（2014年12月30日）
  - 第57回 輝く!日本レコード大賞（2015年12月30日）
  - 第58回 輝く!日本レコード大賞（2016年12月30日）[185]
  - 第59回 輝く!日本レコード大賞（2017年12月30日）[186]
  - 第60回 輝く!日本レコード大賞（2018年12月30日）[187]
  - 第61回 輝く!日本レコード大賞（2019年12月30日）[188]
  - 第62回 輝く!日本レコード大賞（2020年12月30日）[189]
  - 第63回 輝く!日本レコード大賞（2021年12月30日）[190]
- COUNT DOWN TV CDTVスペシャル! 年越しプレミアライブ
  - TBSテレビ開始55周年記念特別番組 CDTVスペシャル! 年越しプレミアライブ 2009→2010（2009年12月31日 - 2010年1月1日）
  - CDTVスペシャル! 年越しプレミアライブ 2010→2011（2010年12月31日 - 2011年1月1日）
  - CDTVスペシャル! 年越しプレミアライブ 2011→2012（2011年12月31日 - 2012年1月1日）
  - CDTVスペシャル! 年越しプレミアライブ 2012→2013（2012年12月31日 - 2013年1月1日）[191]
  - CDTVスペシャル! 年越しプレミアライブ 2013→2014（2013年12月31日 - 2014年1月1日）[192]
  - TBSテレビ開始60周年記念特別番組 CDTVスペシャル! 年越しプレミアライブ 2014→2015（2014年12月31日 - 2015年1月1日）[193]
  - CDTVスペシャル! 年越しプレミアライブ 2015→2016（2015年12月31日 - 2016年1月1日）[194]
  - CDTVスペシャル! 年越しプレミアライブ 2016→2017（2016年12月31日 - 2017年1月1日）[195]
  - CDTVスペシャル! 年越しプレミアライブ 2017→2018（2017年12月31日 - 2018年1月1日）[196]
  - CDTVスペシャル! 年越しプレミアライブ 2018→2019（2018年12月31日 - 2019年1月1日）[197]
  - CDTVスペシャル! 年越しプレミアライブ 2019→2020（2019年12月31日 - 2020年1月1日）[198]
  - CDTV ライブ!ライブ! 年越しスペシャル 2020→2021（2020年12月31日 - 2021年1月1日）[199]
  - CDTVライブ!ライブ! 年越しスペシャル2021→2022（2021年12月31日 - 2022年1月1日）[200]
  - CDTVライブ!ライブ! 年越しスペシャル2022→2023（2022年12月31日 - 2023年1月1日）[201]
  - CDTVライブ!ライブ! 年越しスペシャル2023→2024（2023年12月31日 - 2024年1月1日）[202]
  - CDTVライブ!ライブ! 年越しスペシャル2024→2025（2024年12月31日 - 2025年1月1日）[203]
- 音楽の日
  - 音楽の日 2011（2011年7月16日・17日）
  - 音楽の日 2012（2012年7月14日）
  - 音楽の日 2013（2013年6月29日・30日）
  - 音楽の日 2014（2014年8月2日・3日）
  - 音楽の日 2015（2015年6月27日）
  - 音楽の日 2016（2016年7月16日）
  - 音楽の日 2017（2017年7月15日・16日）[204]
  - 音楽の日 2018（2018年7月14日・15日）[205]
  - 音楽の日 2019（2019年7月13日・14日）[206]
  - 音楽の日 2020（2020年7月18日）[207]
  - 音楽の日 2021（2021年7月17日）[208]
  - 音楽の日 2022（2022年7月16日）[209]
  - 音楽の日 2023（2023年7月15日）[210][211]
  - 音楽の日 2025（2025年7月19日）[212]
- ハロウィン音楽祭
  - ハロウィン音楽祭2016（2016年10月31日）[213]
  - CDTVスペシャル! ハロウィン音楽祭2017（2017年10月25日）[214]
- 卒業ソング音楽祭
  - CDTV春スペシャル 卒業ソング音楽祭2017（2017年3月30日）[215]
  - CDTV春スペシャル 卒業ソング音楽祭2018（2018年3月21日）[216]
  - CDTV春スペシャル 卒業ソング音楽祭2019（2019年3月21日）[217]
  - CDTVスペシャル! 卒業ソング音楽祭2020（2020年3月16日）[218]
- クリスマス音楽祭
  - CDTVスペシャル! クリスマス音楽祭2017（2017年12月25日）[219]
  - CDTVスペシャル! クリスマス音楽祭2018（2018年12月24日）[220]
  - CDTVスペシャル! クリスマス音楽祭2019（2019年12月23日）[221]
  - CDTVライブ！ライブ！クリスマス4時間SP（2022年12月19日）[222]
- 「アイドルのチカラ」第1回（2020年3月29日、CS TBSチャンネル1） - チーム8[223]
- CDTVライブ!ライブ!
  - 「CDTVライブ!ライブ!」4時間SP（2021年3月29日）[224]
  - 「CDTVライブ!ライブ!」3時間SP（2021年4月19日）[225]
  - 「CDTVライブ!ライブ!」4時間SP（2021年10月4日）[226]
  - 「CDTVライブ!ライブ!」春の4時間スペシャル（2022年3月28日）[227]
  - 「CDTVライブ!ライブ!」夏の4時間スペシャル（2022年8月29日）[228]
  - CDTV30周年歌うぞ！1位の曲だけフェス（2023年4月3日）[229]

フジテレビ
- FNS歌謡祭
  - 2010 FNS歌謡祭（2010年12月4日）
  - 2011 FNS歌謡祭（2011年12月7日）
  - 2012 FNS歌謡祭（2012年12月5日）[230]
  - 2013 FNS歌謡祭（2013年12月4日）[231]
  - 2014 FNS歌謡祭（2014年12月3日）[232]
  - 2015 FNS歌謡祭（2015年12月2日）[233]
  - 2015 FNS歌謡祭 THE LIVE（2015年12月16日）[233]
  - 2016 FNS歌謡祭（2016年12月7日・14日）[234]
  - 2017 FNS歌謡祭（2017年12月6日・13日）[235]
  - 2018 FNS歌謡祭（2018年12月5日・12日）[236][237]
  - 2019 FNS歌謡祭（2019年12月4日）[238][239]
  - 2021 FNS歌謡祭（2021年12月8日）[240]
  - 2022 FNS歌謡祭（2022年12月14日）[241]
  - 2023 FNS歌謡祭（2023年12月13日）[242]
  - 2024 FNS歌謡祭（2024年12月11日）[243]
- とんねるずが生放送!音楽番組全部見せます!!-名曲で元気になろう-（2012年3月21日）[注釈 41]
- FNSうたの夏まつり
  - 2012 FNSうたの夏まつり（2012年8月8日）[244]
  - 2014 FNSうたの夏まつり（2014年8月13日）[245]
  - 2015 FNSうたの夏まつり（2015年7月29日）[246]
  - 2016 FNSうたの夏まつり 〜海の日スペシャル〜（2016年7月18日）[247]
  - 2017 FNSうたの夏まつり 〜アニバーサリーSP〜（2017年8月2日）[248]
  - 2018 FNSうたの夏まつり（2018年7月25日）[249]
  - 2019 FNSうたの夏まつり（2019年7月24日）[250]
  - 2020 FNS歌謡祭 夏（2020年8月26日）[251]
  - 2025 FNS歌謡祭 夏（2025年7月2日）[252]
- FNS名曲の祭典 秘蔵映像で振り返る55年 -NO MUSIC, NO TV.-（2013年11月2日） - 大島優・北原+HKT48（指原）
- FNSうたの春まつり
  - 2016 FNSうたの春まつり（2016年3月28日）
  - 2017 FNSうたの春まつり（2017年3月22日）[253]
- 緊急生放送！FNS音楽特別番組 春は必ず来る（2020年3月21日）[254]
- FNSラフ&ミュージック2022〜歌と笑いの祭典〜（2022年9月10日）[255]

テレビ朝日
- ミュージックステーションスーパーライブ
  - ミュージックステーションスペシャル スーパーライブ2009（2009年12月25日）
  - ミュージックステーションスペシャル スーパーライブ2010（2010年12月24日）
  - ミュージックステーションスペシャル スーパーライブ2011 〜祝!25周年記念スペシャル〜（2011年12月23日）
  - テレビ朝日開局55周年記念 ミュージックステーション スーパーライブ2012（2012年12月21日）
  - テレビ朝日開局55周年記念 ミュージックステーション スーパーライブ2013（2013年12月27日）
  - ミュージックステーション スーパーライブ2014（2014年12月26日）
  - ミュージックステーション スーパーライブ2015（2015年12月25日）
  - ミュージックステーション スーパーライブ2016（2016年12月23日）[256]
  - ミュージックステーション スーパーライブ2017（2017年12月22日）[257]
  - ミュージックステーション スーパーライブ2018（2018年12月21日）[258]
  - テレビ朝日開局60周年記念 ミュージックステーション ウルトラスーパーライブ2019（2019年12月27日）[259]
  - ミュージックステーション ウルトラ SUPER LIVE 2020（2020年12月25日）[260]
  - ミュージックステーション ウルトラ SUPER LIVE 2021（2021年12月24日）[261]
  - ミュージックステーション ウルトラ SUPER LIVE 2022（2022年12月23日）[262]
- ミュージックステーションウルトラFES
  - 30年目突入! 史上初の10時間SP MUSIC STATION ウルトラFES（2015年9月23日）
  - 30周年記念特別番組 MUSIC STATION ウルトラFES 2016（2016年9月19日）[263]
  - ミュージックステーション ウルトラFES 2017（2017年9月18日）[264]
  - MUSIC STATION ウルトラFES 2018（2018年9月17日）[265]

テレビ東京
- テレ東音楽祭
  - テレ東音楽祭（初）（2014年6月26日）[266]
  - テレ東音楽祭（2）（2015年6月24日）[267]
  - テレ東音楽祭2016（TV TOKYO MUSIC FESTIVAL 2016）（2016年6月29日）[268]
  - テレ東音楽祭2017（TV TOKYO MUSIC FESTIVAL 2017）（2017年6月28日）[269]
  - テレ東音楽祭2018（TV TOKYO MUSIC FESTIVAL 2018）（2018年6月27日）[270]
  - テレ東音楽祭2019（TV TOKYO MUSIC FESTIVAL 2019）（2019年6月26日）[271]
  - テレ東音楽祭2020秋（TV TOKYO MUSIC FESTIVAL 2020 Autumn）（2020年9月30日）[272][273]
  - テレ東音楽祭2021夏（TV TOKYO MUSIC FESTIVAL 2021 Summer）（2021年6月30日）[274]
  - テレ東音楽祭2022春〜思わず歌いたくなる！最強ヒットソング100連発〜（2022年2月23日）[275]
  - テレ東音楽祭2022夏〜思わず歌いたくなる！最強ヒットソング100連発〜（2022年6月22日）[276]
  - テレ東音楽祭2022冬〜思わず歌いたくなる！最強ヒットソング100連発〜（2022年11月23日）[277]
  - テレ東音楽祭2023夏〜思わず歌いたくなる！最強ヒットソング100連発〜（2023年6月28日）[278]
  - テレ東音楽祭スペシャル1964→2024〜60年分の名曲！実は“歌の衝撃映像”ベスト100（2024年11月20日）[279]
  - テレ東音楽祭2025〜夏〜（2025年7月9日）[280]
- テレ東60祭！ミュージックフェスティバル2023〜一生聞きたい！昭和・平成・令和ヒット曲100連発〜（2023年11月15日）[281]
- テレ東ミュージックフェス 2024 夏 〜昭和の常識は…令和の非常識！ヤバい昭和の超名曲 vs 令和ヒット曲100連発〜（2024年6月26日）[282]

## ドキュメンタリー
- DOCUMENTARY of AKB48 1ミリ先の未来 The future:1mm ahead（2011年1月9日 0:00、NHK総合）[注釈 42][注釈 43]
- DOCUMENTARY of AKB48 AKB48+1（2012年1月24日 0:15、NHK総合）[284]
- Documentary of AKB48+1+10（2013年2月1日 1:46、NHK総合）
- ザ・ノンフィクション（フジテレビ）
  - AKB48と日本人 圏外の少女たち（2015年6月21日）[285]
  - AKB総選挙 今度こそ･･･。（2016年6月26日）[286]
- AKB48 A to Z 2016（2016年10月21日、NHK BSプレミアム）[287]

## アニメ
- テイルズ オブ ジ アビス（2008年、サンライズ） - 柏木・片山・仲谷が第1話にメイド役で出演。
- AKB0048（2012年4月29日 - 7月22日、tvkほか）
- AKB0048 next stage（2013年1月5日 - 3月30日、tvkほか）
- Go!Go!家電男子（2015年1月6日 - 16日、ひかりTV） - 北原+SKE48（須田）+乃木坂46（生駒）がアイドルグループUSB45メンバー役で出演。
- ぐんまちゃん（2021年10月10日、TOKYO MX・群馬テレビほか） - 清水・吉川・小田[288]